# バタビア (ニューヨーク州)
バタビア（英: Batavia）は、アメリカ合衆国ニューヨーク州の都市。ジェネシー郡の郡庁所在地である。人口は1万5600人（2020年）。バタビアという市名は、オランダのベーチュウェ地方のラテン語読みであり、開拓初期のオランダ人開発業者の栄誉としたものである。
バタビア市は、ニューヨーク・ペンリーグに属するバタビア・マクドッグス野球クラブが本拠にしており、バンク通り299のドワイヤ・スタジアムでホームゲームを行っている。マイアミ・マーリンズの傘下である。2008年のシーズンは優勝した。2006年、全国的な雑誌が小都市圏の経済発展を評価して、その第3位にバタビアを挙げた。
ニューヨーク州スルーウェイ（州間高速道路90号線）が市内を通っている。ジェネシー郡空港 (GVQ) が市の北にある。

## 歴史

### オランダ土地会社

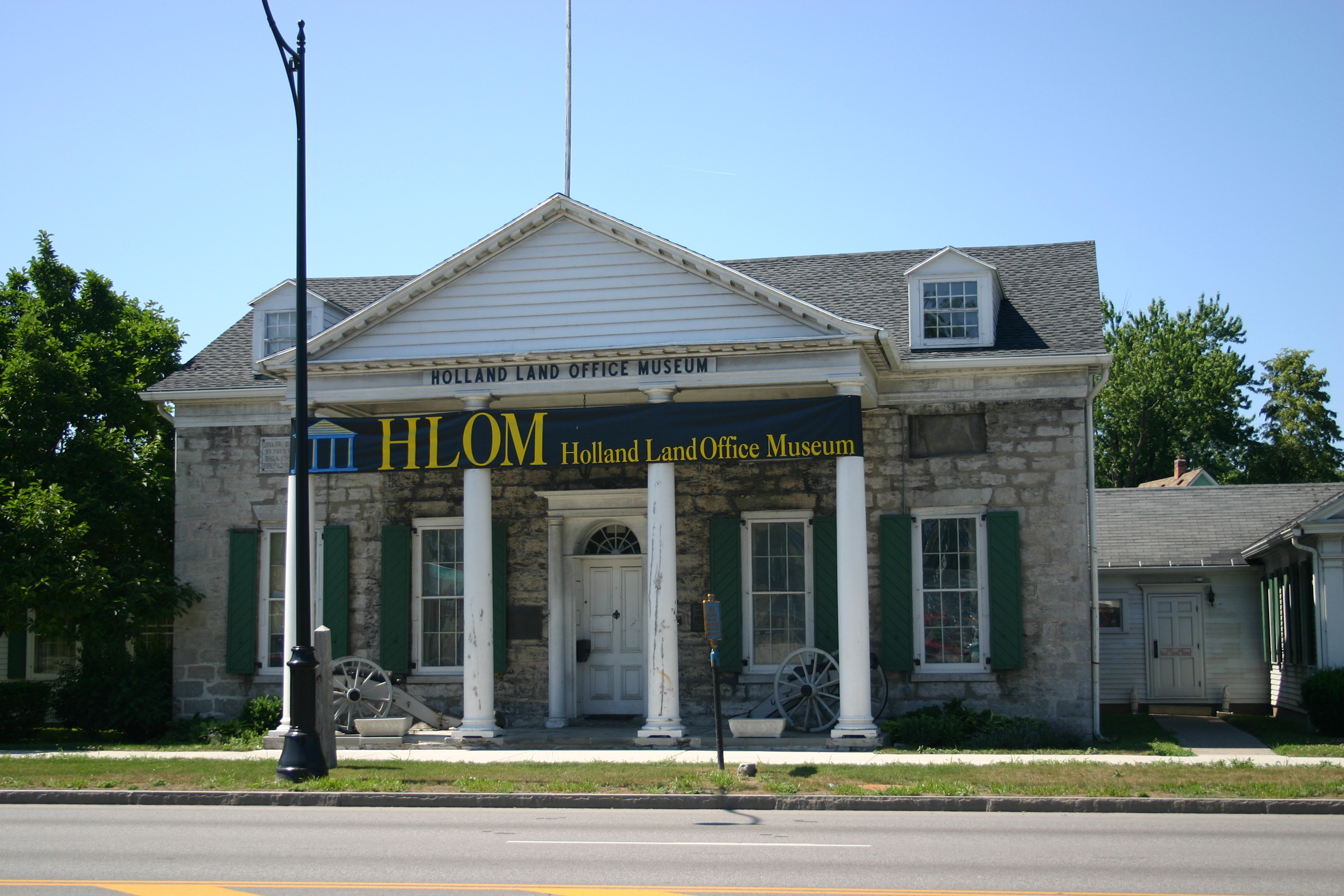
ニューヨーク州西部の全ての土地がこのオランダ土地会社の事務所を通じて販売された。現在は博物館になっている

現在バタビア市となっている場所は、ニューヨーク州最西部にある今日「ジェネシー・カントリー」と呼ばれる地域の初期開拓地であり、ジェネシー・バレーと西のナイアガラ川、エリー湖、ペンシルベニア州との州境で構成されている。ニューヨーク州西部で購入された土地（オランダ買収）は、 3,250,000 エーカー (13,150 km2) あり、ジェネシー川の西にあるフェルプス・アンド・ゴーラム買収の一部だった。アメリカ独立戦争時の著名な銀行家ロバート・モリスから、オランダ銀行家のコンソーシアムであるオランダ土地会社が1792年12月、1793年2月、1793年7月に購入した。
バタビアのビレッジは1802年にオランダ土地会社の代理人であるジョセフ・エリコットが設立した。バタビアはオランダ土地会社の栄誉を称え、短命に終わったバタヴィア共和国（1795年-1806年）にちなんで名付けられた。そのバタヴィア共和国は、オランダの中部ライン・マース・デルタ地域に住んだ古代ゲルマンの部族、バタウイー族から名付けられていた。ローカントリー（オランダ）のルネッサンス期（1500年代）とオランダ黄金時代（1600年代）に、オランダの民族主義者が「バタヴィア神話」を作り、古代のバタウィー人はオランダ人の先祖であると論じた。現在ベーチュウェと呼ばれる地域は、バタヴィアのオランダ語読みである。
土地売買の条件の1つとして、モリスはインディアンの土地に対する権利を解決する必要があったので、1797年、息子のトマス・モリスにジェニシオーでイロコイ族との交渉を設定させた。大半がセネカ族で占められるイロコイ族インディアン約3,000人がこの交渉の場を訪れた。セネカ族の酋長で雄弁家のレッド・ジャケットが頑なに売却に反対したが、無料で振る舞われた酒や、女性に渡された宝石によって、その影響力はなし崩しにされた。最終的にレッド・ジャケットが折れて、「ビッグツリー条約」に署名した。その条約ではインディアン部族が1つの小部分を除く土地の権利を10万ドルで売却する、とされていた。「ジェネシーの白い女性」と呼ばれたメアリー・ジェミソンは、セネカ族に襲撃されたときに捕まえられ、セネカ族と結婚していた者であり、部族にとって有能な交渉者になることがわかり、彼らのためにさらに有利な条件を引き出すことができた。その交渉でホレイショ・ジョーンズが通訳であり、ウィリアム・ワーズワースがまだ完成していなかった家を交渉の場に提供した。その後土地がジョセフ・エリコットの監督下に測量された。これは当時まで行われた土地の測量でも最大のものであり、画期的なものになった。
会社の代理人としてのエリコットは1802年にバタビアに土地事務所を開いた。購入した土地全体が1802年にジェネシー郡と名付けられ、バタビアを郡庁所在地とした。会社は購入地を1846年までに完売し、その後会社を解散した。「土地事務所事業を行う」という言葉は繁栄を表すものであり、この時代にできたものである。その事務所は現在も残っており、博物館になり、アメリカ合衆国国定歴史建造物に指定されている。エリコットはバタビアに長年住んだが、バッファローの方が町として大きくなると考えていた。バタビアの大きな通りがエリコット通りと名付けられ、小さな通りもエリコット・アベニューがあり、また町の中心に大きな記念碑が作られた。バタビアは1823年に村として法人化された。
現在ニューヨーク州西部にある郡は全て当初のジェネシー郡から分離したものであり、現在のジェネシー郡は多くの郡の1つに過ぎない。しかし地域としての全体は今でも「ジェネシー・カントリー」と呼ばれている。こうしてバタビアが中核となって、ニューヨーク州西部の他の部分が入植と開発のために開放された。

### フリーメイソン支部のスキャンダル
1826年、土地のならず者ウィリアム・モーガンが土地のフリーメイソン支部（ルロイのウェスタンスター支部 R. A. M. No. 33）に怒らされ、支部の秘密を明かすと脅かした。モーガンは軽罪容疑で逮捕され、保釈金を積んで保釈され、一群の人と共に去ったが、明らかに渋々なのが見て取れた。後にその男達はフリーメイソンであったことが分かり、彼らはモーガンをナイアガラ砦に連れて行ってそこで拘束し、その先は姿を消した。フリーメイソンはモーガンが公表を止めるために賄賂を取っただけであり、永久にこの地域を去ったと主張したが、大衆はモーガンが殺されたと考えていた。しかし何の告発も起こされなかった。モーガンを捕まえた者達はその誘拐で告発され有罪となっただけだった。
この事件で大衆は大いに怒り、反フリーメイソンの感情が高くなった。その後長い間政治の世界でも、宗教の世界でも反フリーメイソンが1つの動機になった。メソジスト・エピスコパル教会の多くの神職者がフリーメイソンに加わったので、フリー・メソジスト教会が分離する理由の1つになった。

### エリー運河
1825年に完成したエリー運河はバタビアを通らず、かなり北のアルビオンとメディナを通って、バッファローやロチェスターの町をかなり速く成長させた。州西部の土地の販売が完了すると、バタビアは農業地帯の真ん中で小さな工場町になった。トラクター、農業機械、噴霧器、靴の製造で知られるようになった。他の分野では工業のための工具と型も生産する中心地となった。
町で最大の製造業であるジョンストン・ハーベスター社は1868年に設立された。1910年、マッセイ・ハリス社に買収され、1847年にダニエル・マッセイが設立していたカナダの会社の子会社となった。
20世紀初期にバタビアは急速に成長し、ポーランド人やイタリア人移民が流入してきた。バタビアは1915年に市として法人化された。

### 近年の歴史

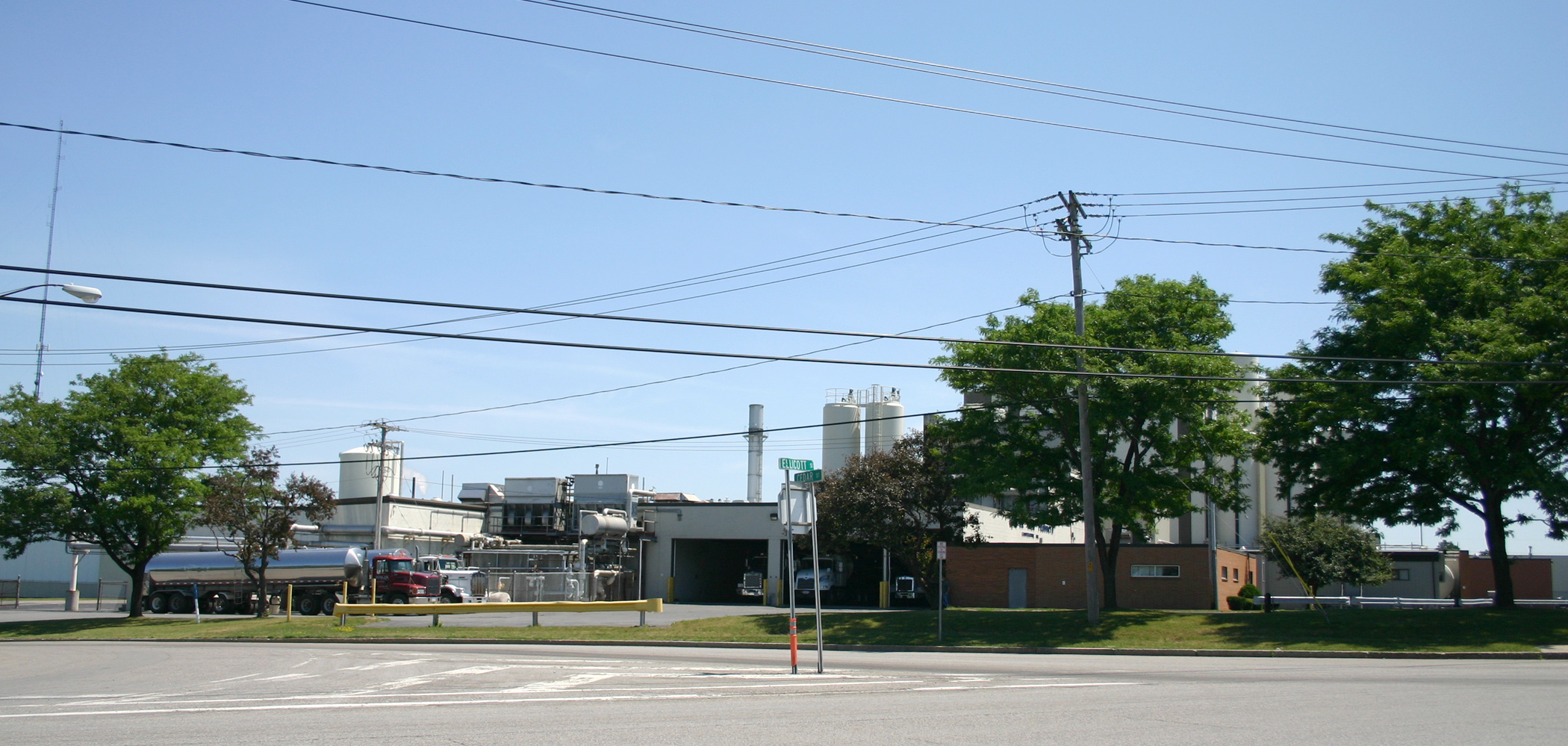
オートカ牛乳工場、現在も地域の酪農場から受け入れたミルクを加工している。農場の数は少なくなったが大きくなった

近年、アメリカ合衆国の他地域や海外に重工業の多くが出て行って、バタビアはラストベルトと呼ばれる地域の一部になった。
連邦政府の移民拘禁所であるバッファロー連邦拘禁施設が空港の近くに建設されて、地域に職をもたらし、空港自体の拡張に繋がり、2005年には大型機に対応するために滑走路が延長された。拘禁所に収容されている者には、ナビ・アーメド・ファラグ・ソリマンのようなテロの容疑者がいた。ソリマンは連邦拘禁所で2年半を過ごした後の1999年にハンガーストを決行した。
2012年8月、ミュラー・クエーカー・デアリーが、国内でも最大級のヨーグルト製造工場の建設を始め、186人を雇用すると期待された。ミュラー・クエーカー・デアリーはペプシコとミュラー・グループのジョイントベンチャーである。

## 地理と気候

### 地理

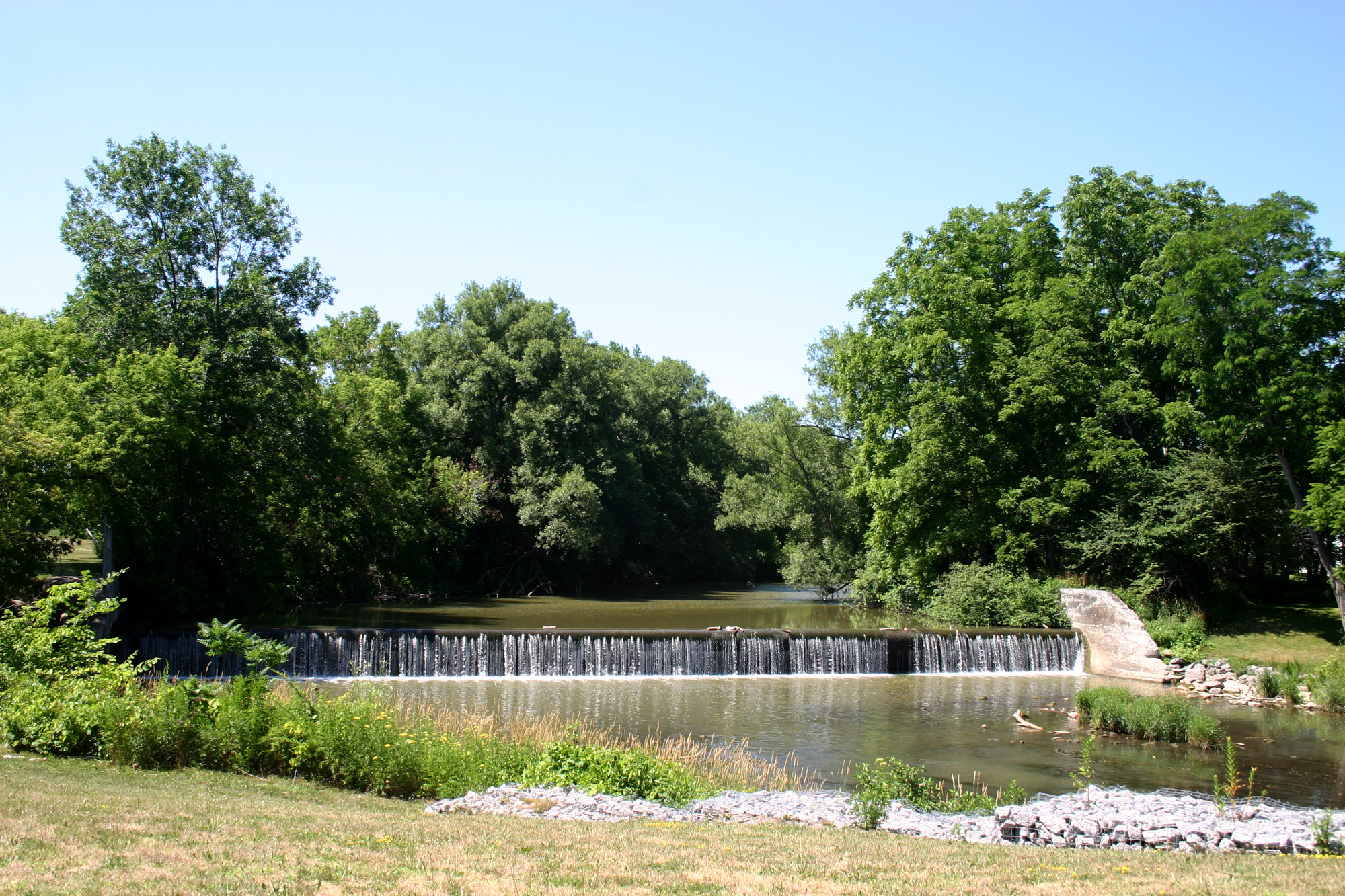
トナワンダ川のビッグベンドにあるオールドミル・ダム、バタビアの中心街にある。エリコットの本部をここに選んだのは、良い工場の場所に影響された可能性がある

アメリカ合衆国国勢調査局に拠れば、市域全面積は5.2平方マイル (13.6 km2)であり、このうち陸地5.2平方マイル (13.4 km2)、水域は0.1平方マイル (0.2 km2)で水域率は1.14%である
東西方向のニューヨーク州道5号線が、市内で同33号線、同63号線、同98号線と交差している。ニューヨーク州スルーウェイがバタビアの直ぐ北を通っている。

### 気候
バタビアの気候は季節によって温度差が大きく、夏は暖かいか暑く、湿気ることが多い。冬は寒く、厳しい寒さになることもある。ケッペンの気候区分に拠れば、湿潤大陸性気候、略号は "Dfb" である。

## 人口動態

### 2010年国勢調査
2010年国勢調査に拠れば、人口15,465人、世帯数6,644、家族数3,710となっていた。2000年から2010年の間で人種構成にほとんど変化はない。

### 2000年国勢調査
以下は2000年の国勢調査による人口統計データである。
| 基礎データ - 人口: 16,256 人 - 世帯数: 6,457 世帯 - 家族数: 3,867 家族 - 人口密度: 1,209.3人/km2（3,133.9 人/mi2） - 住居数: 6,924 軒 - 住居密度: 515.1軒/km2（1,334.8 軒/mi2） 人種別人口構成 - 白人: 90.23% - アフリカン・アメリカン: 5.43% - ネイティブ・アメリカン: 0.48% - アジア人: 0.87% - 太平洋諸島系: 0.02% - その他の人種: 1.06% - 混血: 1.09% - ヒスパニック・ラテン系: 2.45% | 年齢別人口構成 - 18歳未満: 23.4% - 18-24歳: 8.7% - 25-44歳: 29.0% - 45-64歳: 20.2% - 65歳以上: 18.6% - 年齢の中央値: 38歳 - 性比（女性100人あたり男性の人口） - 総人口: 93.2 - 18歳以上: 92.2 世帯と家族（対世帯数） - 18歳未満の子供がいる: 29.4% - 結婚・同居している夫婦: 42.5% - 未婚・離婚・死別女性が世帯主: 13.2% - 非家族世帯: 40.1% - 単身世帯: 33.7% - 65歳以上の老人1人暮らし: 16.2% - 平均構成人数 - 世帯: 2.34人 - 家族: 3.01人 | 収入と家計 - 収入の中央値 - 世帯: 33,484米ドル - 家族: 42,460米ドル - 性別 - 男性: 32,091米ドル - 女性: 23,289米ドル - 人口1人あたり収入: 17,737米ドル - 貧困線以下 - 対人口: 12.3% - 対家族数: 10.2% - 18歳未満: 16.5% - 65歳以上: 6.9% |

## 著名なできごと
- アメリカ初の事業インキュベーターであるバタビア・インダストリアル・センターはバタビアでスタートした[13]。
- スーパーボウルで優勝したデンバー・ブロンコスのクォーターバック、ジョン・エルウェイはマイナーリーグ野球でプレイしている時に、ドワイヤー・スタジアムでプロ初のホームランを打った[13]。
- 1926年3月、1,000人以上の人々が市内でヘレン・ケラーが話すのを聞くために集まった[13]。
- 1993年9月3日、竜巻がバタビアを襲い、2人が死亡した[14]。
- 1994年8月3日夜、アムトラックの西行き列車「レイクショア・リミテッド」がバタビア近くで脱線した。乗員乗客合わせて118人が負傷し、18両編成の列車の14両が脱線したが、死者は出なかった。

## 著名な出身者
- ジョン・ガードナー、小説家[15]
- エモリー・アプトン、南北戦争時の北軍将軍[16]

## 大衆文化の中で
- バタビア生まれの作家ジョン・ガードナーは、著作『The Sunlight Dialogues』（1972年出版）の中で1960年代のバタビアを描いた。
- バタビア生まれで政治評論家のビル・カウフマンはバタビアについて、『Dispatches from the Muckdog Gazette』（2002年出版）を書いた[17]。
- 作家F・スコット・フィッツジェラルドは小説『Tender Is the Night』（1934年出版）の中でバタビアについて触れている。
- 流行作家スティーヴン・キングとピーター・ストラウブは、共作『The Talisman』（1983年出版）の中で、バタビアを舞台にしている。
- 「ザ・シンプソンズ」の第8シーズンのエピソード『The Twisted World of Marge Simpson』の中で、地元マフィアの保護を確保した後で、マージのプレッツェル事業に最初の注文が、バタビアのミートパッカーズ・ユニオン・ホールから来る。

## 参考図書
- “Batavia Daily Herald (Newspaper)”. Internet Archive (1859年). 2014年4月20日閲覧。